# チジラノールチグレート
チジラノールチグレートまたはチギラノールチグラート（米国一般名/国際一般名: Tigilanol tiglate）は、非転移性、皮膚、肥満細胞腫（MCT）のイヌの治療のために使われる医薬品である。商品名はStelfonta。アメリカ食品医薬品局（FDA）はイヌ、特にイヌの脚の特定の位置の皮下に位置する非転移性MCTの治療についてもチジラノールチグレートを承認した。本薬剤はMCTに直接注入される（腫瘍内投与）。
本化合物はチグリアン骨格を持つチグリエン-3-オン誘導体（ホルボールエステル）である。本物質は植物からの抽出によって得られるため、不純物が含まれている可能性がある。
チジラノールチグレートは2020年1月に欧州連合（EU）においてイヌでの使用が承認された。適応はイヌの肘または膝に対して末梢側、あるいは肘または膝に位置する切除不可能な非転移性（WHOの区分け）皮下肥満細胞腫、ならびに切除不可能な非転移性皮膚肥満細胞腫である。

## 研究
開発コード名EBC-46として以前は知られていた。本化合物は、オーストラリアクイーンズランド州アサートン高原地帯に生育しているHylandia dockrilliiおよびFontainea属のいくかの植物の種子中に見出された。
EBC-46は、クイーンズランドの企業Ecobiotics（特に薬剤探索子会社Qbiotics）の植物抽出液を精製したフラクションからの天然生理活性化合物の自動スクリーニング法によって発見された。その後、化学合成により化学構造が確かめられた。この発見は、野生の有袋類がこの植物の種子を不快ととらえていることが見出されたことによる。本化合物の平面構造は12-tigloyl-13-(2-methylbutanoyl)-6,7-epoxy-4,5,9,12,13,20-hexahydroxy-1-tiglian-3-oneと同定された。Ecobiotics社は同様の手法でオーストラリアの野生熱帯雨林植物から抗がん剤候補化合物を単離している。
絶対立体配置は2021年に明らかにされた。

## 作用機序
EBC-46はプロテインキナーゼC活性化作用を有するジテルペンエステルであり、局所的な炎症を誘導することによって腫瘍細胞のアポトーシスを引き起こしたり、免疫系の好中球を集めることにより腫瘍に対して免疫攻撃を生じさせる。動物モデルでは、基底細胞癌、扁平上皮癌、メラノーマ、頭頸部腫瘍に有効であることが示されている。